# Родина (кинотеатр, Барнаул)
«Ро́дина» — исторический кинотеатр в Барнауле (закрыт в этом качестве 12 января 2017 года). Место временного базирования алтайского театра кукол «Сказка». Расположен в Центральном районе города на проспекте Ленина.

## История
Кинотеатр был построен в 1941 году по типовому проекту московского архитектора Г. Х. Френка и имел 2 зала на 300 мест — «голубой» и «розовый». Строительство кинотеатра начали незадолго до начала войны и летом 1941 года приостановили в связи с начавшейся мобилизацией. Уже осенью стройку возобновили как «народную» — с привлечением молодёжных бригад барнаульских предприятий.
В День Победы 9 мая 1945 года в кинотеатре «Родина» впервые на большом экране был показан фильм Александра Роу «Кощей Бессмертный», снятый в годы Великой Отечественной войны в Алтайском крае. Рядом с кинотеатром до 1950-х годов стоял памятник Иосифу Сталину.

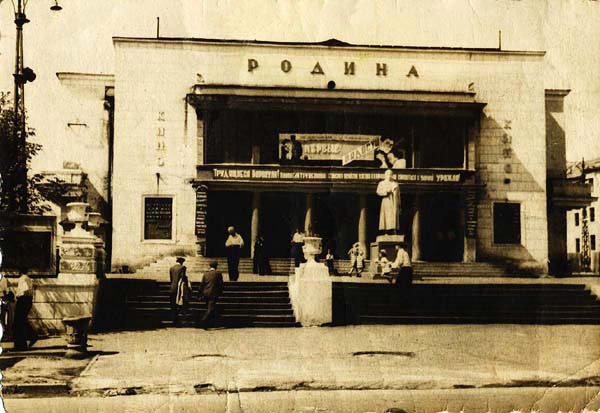
Кинотеатр в 1958 году

До 1990-х годов здесь происходили премьеры новинок советского кино, работали кинолектории и киноклубы, проводились творческие встречи зрителей с известными артистами — Михаилом Боярским, Леонидом Куравлевым и другими. С ноября 1997 года при кинотеатре работал Центр российской кинематографии имени Ивана Пырьева, а в фойе выставлялись исторические киноэкспозиции, представляющие классику отечественного кинематографа.
В 2005 году кинотеатр передан в долгосрочную аренду сети «Киномир», в результате чего здание было полностью реконструировано. На сегодняшний момент в «Родине» три зала, два из которых («синий» и «красный») имеют по 132 зрительских места и один (малый зал) — 32 места. В фойе воссоздан стиль советского классицизма с паркетом на полу, тематическим плакатами и картинами в духе соцреализма. На втором этаже кинотеатра открыт ночной клуб «Точка». Техническое обеспечение кинотеатра — это современная кинопроекционная техника, система звука Dolby Digital Surround EX, кресла американской компании «Ирвинг» с подставками для попкорна и напитков.
В 2016 году сообщалось о возможном переезде в здание кинотеатра Барнаульского планетария, однако владельцы сети «Киномир» эту информацию не подтвердили. В 2017 году компания «Киномир» покинула здание, дальнейшая судьба «Родины» оставалась нерешённой. Мэрия Барнаула поддержала идею общественников разместить в здании Музей алтайского кино с экспозициями о родившихся в регионе Иване Пырьеве, Василии Шукшине, Валерие Золотухине, Нине Усатовой, кинопоказами и лекциями. Однако, в 2019 году стало известно, что в здании бывшего кинотеатра «Родина» разместится планетарий, здание которого ранее было передано РПЦ.